# Gustav Wattrang
Gustav Wattrang (auch Gustaf Wattrang, * in den 1650er-Jahren; † 1716) war ein schwedischer Admiral während des Großen Nordischen Krieges.

## Familie
Gustaf Wattrang entstammte dem schwedischen Adelsgeschlecht Wattrang. Er war der zweite Sohn des Zacharias Wattrang, eines Mitglieds des Collegium medicum und Leibarztes der Mitglieder der königlichen Familie. Er war verheiratet mit einer Tochter des Grafen Werner von Rosenfeldt, ebenfalls Admiral der schwedischen Krone sowie Kartograf und Poet.

## Militärische Laufbahn
Im Jahre 1689 wurde Wattrang zum Kapitän eines schwedischen Schiffes ernannt. Bereits sechs Jahre später befehligte er Konvois von Handelsschiffen unter schwedischer Flagge. Im Jahre 1695 kam es während einer Konvoifahrt zu einem Gefecht mit einem englischen Kriegsschiff.
Am 26. März 1700 wurde er zum Schoutbynacht und zum Kommandeur der Prinsessan Ulrika ernannt. Wattrang nahm als Kommandeur eines schwedischen Kriegsschiffes an der Landung bei Humlebæk im Jahre 1700 teil. Sein Schiff war Teil des zweiten Geschwaders von Admiral Cornelius Anckarstjerna.
1710 erfolgte seine Ernennung zum Vizeadmiral durch den schwedischen König Karl XII. Ein Jahr später erhielt Wattrang das Kommando über das Nyenska Geschwader. Im Dezember des Jahres 1711 beteiligte er sich gemeinsam mit Carl Hans Wachtmeister und Magnus Stenbock an der Rettungsexpedition der schwedischen Besitztümer in Norddeutschland. Er kommandierte die schwedische Flotte, welche die Truppen des Generals Stenbock von Karlskrona zur belagerten Hansestadt Wismar in Schwedisch-Pommern brachte. Insgesamt war die Flotte 65 Schiffe stark und sollte 2000 Dragoner samt ihren Pferden nach Pommern bringen. Die Flotte lief insgesamt drei Mal aus. Beim 3. Versuch erreichten die Schiffe fast die deutsche Küste, wurden aber kurz davor von einem Sturm überrascht und wieder nach Norden getrieben. Die Flotte hatte schwer unter dem Sturm zu leiden. Der Konvoi wurde auseinandergerissen und die Kapitäne steuerten auf eigenen Befehl ihre Schiffe in die Häfen von Karlshamn, Kalmar, Gotland und Karlskrona. Nur zwei Schiffe erreichten das deutsche Festland. Die an Bord befindlichen 40 Dragoner waren die einzige Unterstützung, die Stenbock erhielt.
1714 befehligte er die schwedische Flotte im Ostseeraum. Es gelang Wattrang, das Vordringen der Baltische Flotte im beginnenden Jahr 1714 zu vereiteln. Bei den ersten Aufeinandertreffen der Flotten versenkten die Schweden innerhalb von wenigen Wochen über 30 russische Schiffe. Im Sommer 1714 schickte er den Konteradmiral Nils Ehrenskiöld zum Åland Archipel, um die russische Angriffsflotte unter dem Kommando des Admirals Fjodor Matwejewitsch Apraxin, welche sich bei der Inselgruppe sammelte, zu stoppen. Die anschließende Seeschlacht bei Hanko konnte Ehrenskiöld nicht gewinnen. Ihm standen nur 11 Großraumschiffe zur Verfügung und die russische Flotte schickte beim 3. Angriff über 95 (Halb-)Galeeren, die viel schneller und wendiger waren. Trotz eines Hilferufes an Wattrang, der sich mit 15 weiteren Kriegsschiffen in einer Lauerstellung befand, war die Schlacht verloren.
Bis 1715 behielt Wattrang das Oberkommando über die schwedische Flotte, nahm im selben Jahr krankheitsbedingt seinen Abschied und verstarb 1716. Er wurde in der Familiengruft seines Schwiegervaters, des Grafen Werner von Rosenfeldt im Dom zu Kalmar beigesetzt.